# Cmentarz wojenny w Gadce Starej
Cmentarz wojenny w Gadce Starej – nekropolia znajdująca się w Gadce Starej, na południowo-wschodnim krańcu miejscowości, wzdłuż ulicy Czartoryskiego. Od północnego zachodu graniczy z czynnym cmentarzem pw. św. Maksymiliana Kolbe.
Spoczywają tu prochy żołnierzy z I wojny światowej poległych podczas bitwy pod Łodzią. Zachował się kamienny obelisk z napisami Pro Patria (łac. Za Ojczyznę) i Hier ruhen in Gott 2000 Tapfere Krieger (niem. Tu spoczywa w Bogu 2000 dzielnych żołnierzy). Pochowani są tu także żołnierze armii niemieckiej polegli we wrześniu 1939 roku. Na początku lat 70. na cmentarz przeniesiono szczątki żołnierzy niemieckich i rosyjskich, złożone wcześniej na cmentarzu wojennym w Parku Wolności w Pabianicach.